# Klein rijbewijs
Een klein rijbewijs was in de motortaal in Nederland de term voor een rijbewijs voor bestuurders jonger dan 21 jaar die na het behalen van dit rijbewijs gedurende twee jaar met een motorfiets met maximaal 25 kW (34 pk) mogen rijden. Na die twee jaar ging dit over in een groot rijbewijs.
Sinds 19 januari 2013 bestaat deze regeling niet meer, maar dient men achtereenvolgens vanaf 18 tot en met 24 jaar het rijbewijs A1 (tot en met 11 kW/16 pk), A2 (tot en met 35 kW/49 pk) en A halen (onbeperkt vermogen). Is men ouder dan 21 jaar, dan kan het A2-rijbewijs in een keer worden gehaald en aansluitend na twee jaar het A-rijbewijs. Is men ouder dan 24 jaar, dan kan men in een keer het A-rijbewijs halen.